# Джанго Фетт
Джанго Фетт (англ. Jango Fett),( * 66 ДБЯ — † 22 ДБЯ) — персонаж саги Зоряних війн. Мисливець за головами, найманець, батько Боба Фетта. 
Перша поява Джанго Фетта була Зоряні війни. Епізод II. Атака клонів  і закінчилася в цьому фільмі. Він з'являється на Каміно, а потім при битві на Джеонозісі йому спочатку відрубують руку, а потім голову. Лице Джанго Фетта було показано кілька разів.

## Біографія
В дитинстві на Конкорд Даун вбили його батьків, вони були одними з перших колонізаторів Конкорда. Коли йому було 10 років, його підібрав Джастер Меріел, воїн-мандалоріанец. Фетт ріс в загоні Вартових Смерті. Однак незабаром отримавши чудові навички ведення бою, Джанго покинув лави опозиційної групи Мандалора і став мисливцем за головами. Фетт мав видатні здібності. Він виконував роботу настільки майстерно, що незабаром сильно прославився і став одним із найшанованих людей у злочинному світі. Джанго Фетт блискуче володів будь-яким видом бластерів, мав відмінну фізичну підготовку, використовував масу хитрих і смертельно небезпечних пристосувань у своєму костюмі, який робив його практично невразливим в перестрілці, а реактивний ранець давав Феттові можливість маневрувати під час бою в будь-якій ситуації. Багато впливових босів Галактики бажали бачити Джанго в рядах своїх головорізів, проте той ріс за законами мандалоріанської честі й не міг битися заради скупості й жадібності свого боса. Однак мандалорці - великі воїни і промишляти смертю для Джанго зовсім не означало поступитися принципами. Незабаром він зв'язався з графом Дуку. Ситх запропонував Джанго величезні гроші заради того, щоб той став донором для армії клонів. Вибір владики був не випадковий - Джанго Фетт стикався з джедаями, і в бою з ними завжди виходив переможцем, чим не міг похвалитись фактично жоден найманець в Галактиці. Це перетворило його в образ «ідеального солдата». Ніхто й не підозрював, що найсильніша армія в історії Республіки носитиме особу цього видатного мисливця. На замовлення того ж Дуку і при фінансуванні нутом Ганреем Джанго брав участь у замахах на сенатора Падме Амідалу. Після другого провалу убив Зам отруєним дротиком (по ньому вирахували фабрику клонів). Фетта вистежив Обі-Ван Кенобі, який проводив розслідування у справі про замах. Після важкого, але нетривалого поєдинку Джанго зник на Геонозісі, де створювалася армія дроїдів для КНС. Підсумком його життя стала масштабна битва на цій планеті. Фетт не бажав брати участі у великій бійці. Однак Дуку заплатив йому великі гроші заради того, щоб Джанго вивів графа з битви живим. Він не сподівався на те, що найманець виживе, але вважав його серйозним противником для джедаїв.

## Смерть
Смерть Джанго настала в поєдинку з  Мейсом Вінду під час битви на Геонозісі. Джанго вбив кілька джедаїв, але для бою з майстром Вінду його навичок було недостатньо. Мейс Вінду прицільними помахами свого світлового меча розрізав бластер Джанго, а потім відрубав йому голову. Після загибелі Фетта його корабель і обладунки дісталися Бобі Фетті. Той смертельно зненавидів всіх джедаїв і поклявся вбити Мейса Вінду. Ще будучи дитиною, неодноразово намагався здійснити свою клятву, хоча й не досяг успіху.